# Ryan Raybould
Ryan Russel Raybould, född 30 maj 1983 i USA, är en amerikansk före detta fotbollsspelare som spelade i den allsvenska klubben Gefle IF. Han spelade främst som ytterback eller central mittfältare
Raybould kom till Sverige och division 2-klubben Sandvikens IF inför säsongen 2008. Han värvades i juli 2008 av Gefle IF som hade brist på ytterbackar och vilka han skrev på ett 1,5-årskontrakt med. Han spelade fyra matcher för Gefle IF i Allsvenskan 2008. I juni 2009 bröt Raybould sitt kontrakt med Gefle och flyttade hem till USA.

### Webbkällor
- Ryan Raybould på Svenska Fotbollförbundets webbplats